# En hylsskinnart
En hylsskinnart (Repetobasidium vestitum) är en svampart som beskrevs av J. Erikss. & Hjortstam 1981. Enligt Catalogue of Life ingår Repetobasidium vestitum i släktet Repetobasidium, klassen Agaricomycetes, divisionen basidiesvampar och riket svampar, men enligt Dyntaxa är tillhörigheten istället släktet Repetobasidium, familjen Sistotremataceae, ordningen Polyporales, klassen Agaricomycetes, divisionen basidiesvampar och riket svampar. Arten är reproducerande i Sverige. Inga underarter finns listade i Catalogue of Life.